# Semiothisa subpurpurea
Semiothisa subpurpurea är en fjärilsart som beskrevs av Louis Beethoven Prout 1910. Semiothisa subpurpurea ingår i släktet Semiothisa och familjen mätare. Inga underarter finns listade i Catalogue of Life.